# Eoanthidium tricolor
Eoanthidium tricolor är en biart som beskrevs av Pasteels 1972. Eoanthidium tricolor ingår i släktet Eoanthidium och familjen buksamlarbin. Inga underarter finns listade i Catalogue of Life.